# Covington County (Alabama)
Covington County is een county in de Amerikaanse staat Alabama.
De county heeft een landoppervlakte van 2.678 km² en telt 37.631 inwoners (volkstelling 2000). De hoofdplaats is Andalusia.

## Bevolkingsontwikkeling

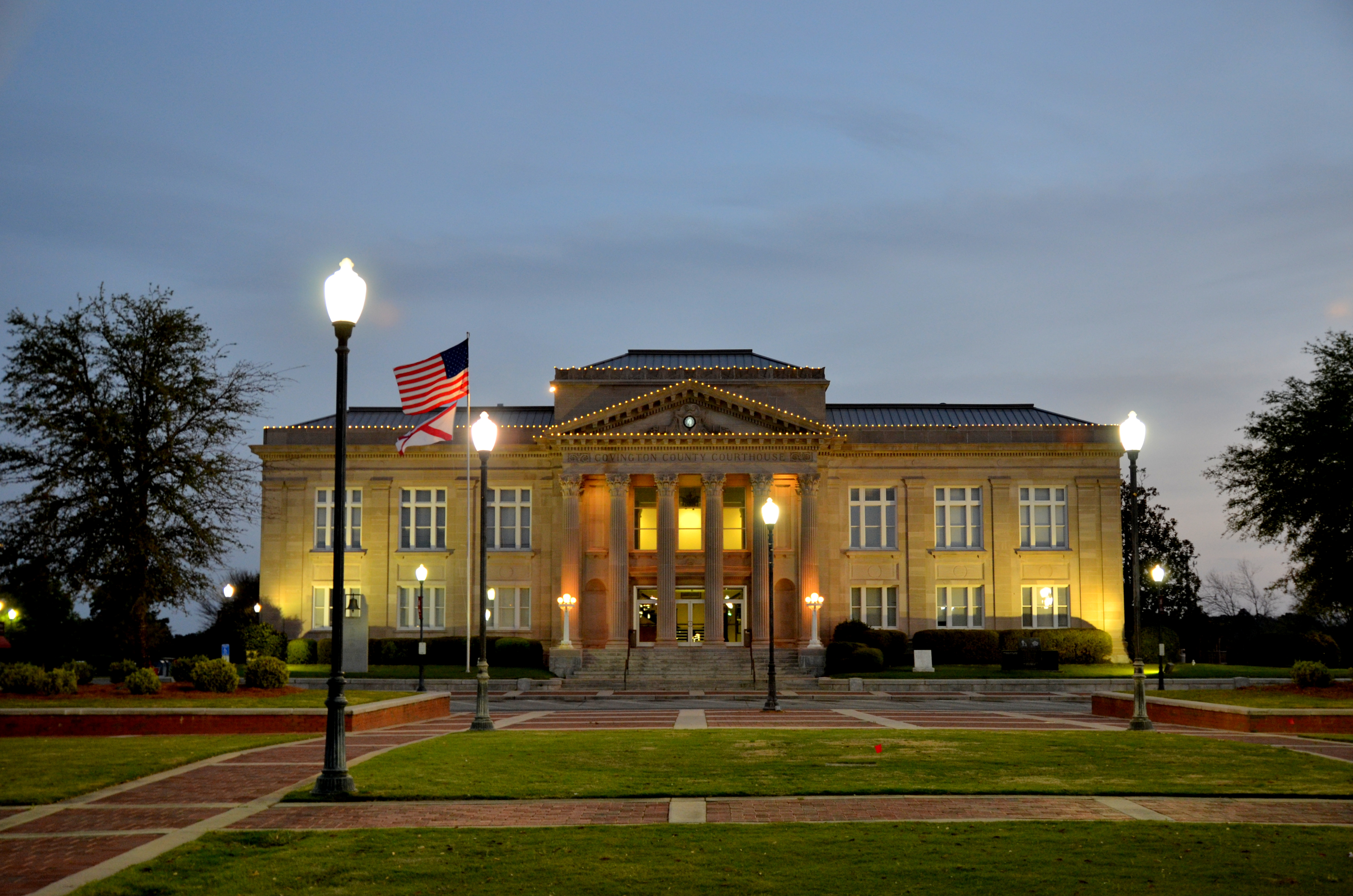
Covington County Courthouse